# La Petite Rivière (rivière Noire)
Pour les articles homonymes, voir La Petite Rivière.
La Petite Rivière (anglais : Little River) est un affluent de la rivière Noire (rivière Daaquam), coulant entièrement dans la municipalité de Saint-Camille-de-Lellis, dans la municipalité régionale de comté (MRC) Les Etchemins, dans la région administrative de Chaudière-Appalaches, au Sud du Québec, au Canada.
Le ruisseau « La Petite Rivière » coule surtout en zones forestières et agricoles, dans une petite vallée, coulant en parallèle entre la route 204 (côté Sud-Est) et le rang Saint-Joseph (côté Nord-Ouest).

## Géographie
« La Petite Rivière » prend sa source dans une petite zone de marais à :
- 0,8 km à l’Ouest de la route 204 ;
- 3,4 km au Sud-Ouest du centre du village de Saint-Camille-de-Lellis.

À partir de sa source, la « rivière de la Petite Rivière » coule sur 8,4 km, selon les segments suivants :
- 3,8 km vers le Nord-Est dans Saint-Camille-de-Lellis, jusqu’à la rue Fournier ;
- 2,8 km vers le Nord-Est, jusqu’à la route 281 qu’elle coupe à mi-chemin entre la route 204 et le rang Saint-Joseph ;
- 1,8 km vers le Nord-Est jusqu’à la confluence de la rivière[1].

La « rivière de la Petite Rivière » se déverse sur la rive Ouest de la rivière Noire (rivière Daaquam). Cette confluence est située à :
- 3,2 km au Nord du centre du village de Saint-Camille-de-Lellis ;
- 3,0 km à l’Ouest de la confluence de la rivière Noire (rivière Daaquam).

À partir de la confluence de « La Petite Rivière », la rivière Noire (rivière Daaquam) coule vers l’Est jusqu’à la rive Nord de la rivière Daaquam. Le courant de la rivière Daaquam coule vers le Nord-Est jusqu'à la rivière Saint-Jean Nord-Ouest laquelle coule vers l'Est jusqu'au fleuve Saint-Jean. Ce dernier coule vers l'Est et le Nord-Est en traversant le Maine, puis vers l'Est et le Sud-Est en traversant le Nouveau-Brunswick. Finalement, le courant se déverse sur la rive Nord de la Baie de Fundy laquelle s’ouvre vers le Sud-Ouest sur l’Océan Atlantique.

## Toponymie
Le toponyme "La Petite Rivière" a été officialisé le 21 août 1986 à la Commission de toponymie du Québec.

## Liste des ponts
| Traverses  | Photo | Municipalité(s)         | Année de construction | Route          | Longueur | Type de pont                      |
| ---------- | ----- | ----------------------- | --------------------- | -------------- | -------- | --------------------------------- |
| Pont 00943 |       | Saint-Camille-de-Lellis | 1968                  | Route Fournier | 15,0 m   | Pont à dalle pleine en béton armé |
| Pont 09230 |       | Saint-Camille-de-Lellis |                       | Route 281      |          | Ponceau à portique en béton armé  |